# Схизма (интервал)
Схи́зма (др.-греч. σχίσμα — разделение, расщепление) — микроинтервал, разница между пифагорейской и дидимовой коммами:
{\displaystyle 23{,}46\;\mathrm {Cent} -21{,}51\;\mathrm {Cent} =1{,}95\;\mathrm {Cent} }
или точнее:
{\displaystyle {\frac {\left({\frac {3}{2}}\right)^{12}}{2^{7}}}:{\frac {81}{80}}={\frac {3^{8}\cdot 5}{2^{15}}}={\frac {32805}{32768}}\approx 1{,}9537\;\mathrm {Cent} }
Она же равна разнице между:
- восемью чистыми квинтами (3 : 2) плюс чистая большая терция (5 : 4) и пятью октавами,
- большой (135 : 128) и пифагорейской (256 : 243) лиммами,
- апотомой и диатоническим полутоном чистого строя.

Впервые термин схизма в значении музыкального интервала встречается (со ссылкой на пифагорейца Филолая) в трактате Боэция Основы музыки (см. также Диасхизма). Определение схизмы как интервала 32805 : 32768 появляется не позднее 1-й четверти XIX века. Оно принято в настоящее время, так же как и эйлерово определение диасхизмы, и было закреплено вместе с ним в таблицах музыкальных интервалов Г. Римана и А. Дж. Эллиса. Терминология, определённая этими таблицами, составляет основу современной. 
В XVII веке А. Веркмейстер (1645—1706) определил разность между чистой и равномерно темперированной квинтой (составляющую в современных единицах ≈ 1,9550 цента) — интервал, иногда также называвшийся схизмой (Веркмейстер называл его grad). На возможность приближения чистого строя, содержащего только рациональные соотношения в интервалах, к равномерно темперированному строю при помощи уменьшения чистой квинты (3 : 2) на схизму (32805 : 32768) впервые обратил внимание И. Кирнбергер (1721—1783), ученик И. С. Баха. Двенадцать кирнбергеровых квинт превосходят семь октав на чрезвычайно малый интервал, равный 21613−845−12 (≈ 0.01536 цента), называемый атомом Кирнбергера.